# 압둘 바하

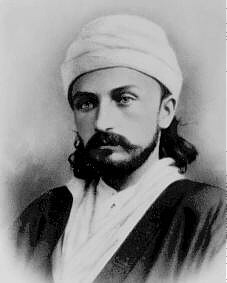

압둘 바하(`Abdu’l-Bahá', 1844년 5월 23일 ~ 1921년 11월 26일 ), 압바스 에펜디(‘Abbás Effendí)는 바하이 신앙의 창시자 바하올라의 장남이다.국적은 페르시아 인이다.
1844년 5월 23일 테헤란에서 귀족가문으로 태어났다. 8세에 아버지가 바하이 신앙에 대한 정부의 단속으로 투옥되었고 가족의 재산은 약탈당해 빈곤한 생활을 한다. 아버지는 이란 출신이었고 가족들은 9년동안 바그다드에서 생활했다. 이란의 카자르 왕조 시절 박해와 유배형으로 이란으로부터 추방되어 오스만 제국의 여러곳로 유배되었으며 마지막에는 팔레스타인의 수형 도시인 아카로(현재 이스라엘의 하이파지역) 유배되었다. 유럽에서 전도할 때 적지 않은 신앙의 협력자들을 얻었다. 77세의 나이로 사망하였다.